# Tridentiger
Tridentiger là một chi của họ cá Oxudercidae.

## Các loài
Chi này hiện hành có các loài sau đây được ghi nhận:
- Tridentiger barbatus Günther, 1861 (Shokihaze goby)
- Tridentiger bifasciatus Steindachner, 1881 (Shimofuri goby)
- Tridentiger brevispinis Katsuyama, R. Arai & M. Nakamura, 1972: phân bố rộng rãi dọc theo bờ biển Triều Tiên, Nhật Bản, các đảo Kuril, Loài cá này dài tối đa 10 cm.
- Tridentiger kuroiwae D. S. Jordan & S. Tanaka (I), 1927
- Tridentiger microsquamis H. W. Wu, 1931
- Tridentiger nudicervicus Tomiyama, 1934 (Bare-naped goby)
- Tridentiger obscurus Temminck & Schlegel, 1845 (Dusky tripletooth goby)
- Tridentiger radiatus R. F. Cui, Y. S. Pan, X. M. Yang & Y. Y. Wang, 2013
- Tridentiger trigonocephalus T. N. Gill, 1859